# Страча
Стра́ча (бел. Стра́ча) — река в Белоруссии, правый приток реки Вилии (Нярис). Берёт своё начало в озере Малые Швакшты, проходит через территорию Национального парка «Нарочанский» и по Нарочанско-Вилейской низменности. Впадает в реку Вилия вблизи деревни Михалишки.
Высота истока — 175,4 м над уровнем моря.
Длина реки — 59 км, площадь водосборного бассейна — 1140 км². Самые большие притоки — Лынтупка, Струна(правые) и Свирица (левый). Пойма двухсторонняя, шириной от 50 до 150 метров. Русло извилистое с порогами и перекатами на отдельных участках, с обилием валунов и лесных завалов. Памятники природы: на правом берегу — геологический выход «Камаришки», на левом — Ольшевский парк у села Ольшево.

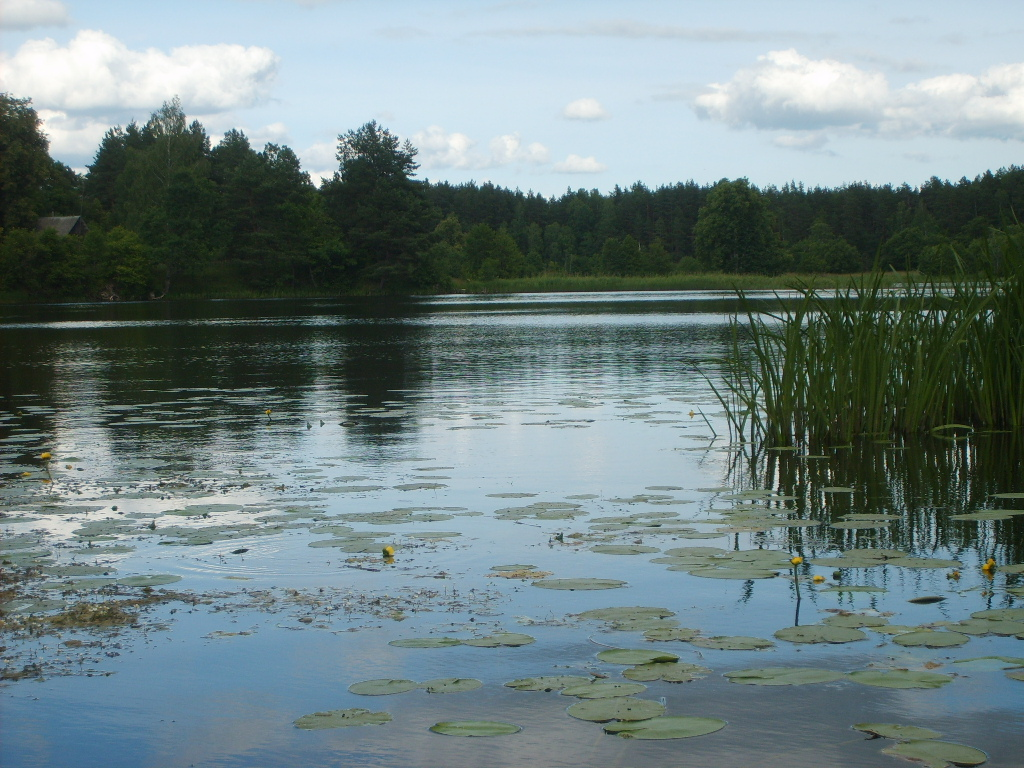
Водохранилище на реке Страча вблизи деревни Ольховка, Островецкий район

Озёра: Болдук, Глубля, Ячменек, Воробьи.
Водохранилище у деревни Ольховка.